# Arnette Hallman

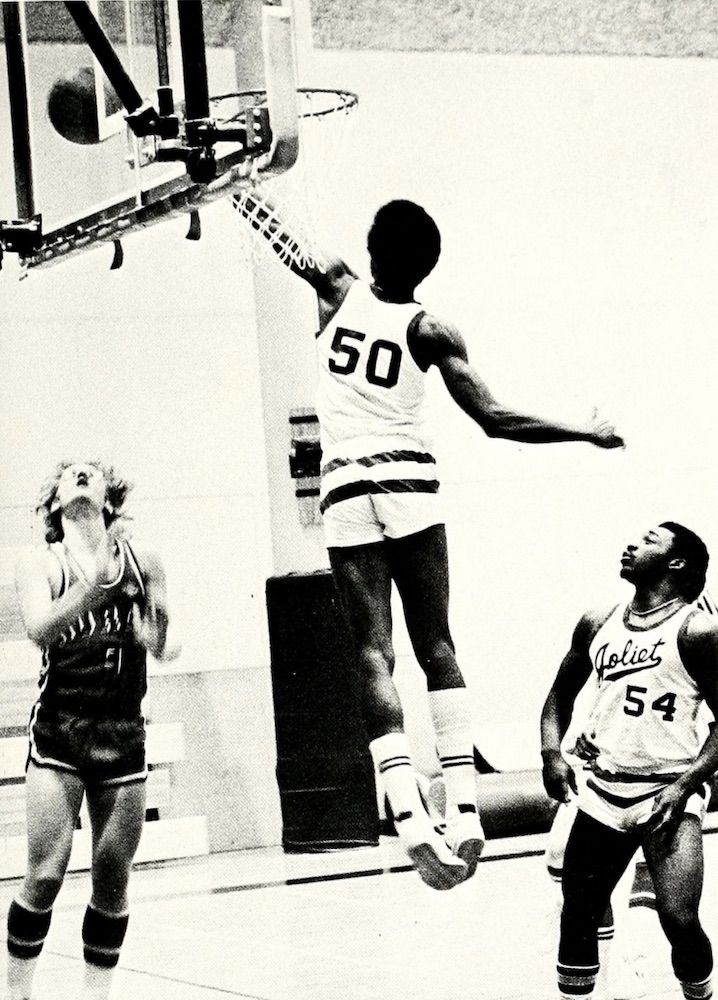
Arnette Hallman (Nr. 50) im Jahr 1977

Arnette Hallman (* 19. Oktober 1958 in Chicago) ist ein ehemaliger US-amerikanischer Basketballspieler.

## Laufbahn
Der zwei Meter große Flügelspieler studierte und spielte bis 1978 am Joliet Junior College im US-Bundesstaat Illinois. 1978 wechselte er an die Purdue University. In zwei Jahren wurde Hallman in 67 Partien eingesetzt und erzielte für die Mannschaft der Purdue University im Schnitt 8,4 Punkte sowie 5,4 Rebounds je Begegnung. Zu seinen wichtigsten Augenblicken als Spieler von Purdues Hochschulmannschaft zählte der spielentscheidende Korberfolg gegen die Michigan State University Mitte Januar 1979, die im weiteren Saisonverlauf den NCAA-Meistertitel errang. Hallman machte sich an der Purdue University insbesondere durch seine Stärken in der Verteidigung, seine Reboundarbeit sowie seine Sprungkraft einen Namen. In der Saison 1979/80 erreichte Hallman mit Purdue in der NCAA-Endrunde das Halbfinale.
Hallman wechselte 1980 ins Profilager und bestritt in der Saison 1980/81 14 Spiele für die Maine Lumberjacks in der US-Liga Continental Basketball Association (CBA). Der Sprung in die NBA gelang ihm nicht, die Boston Celtics, die ihn 1980 beim Draftverfahren der Liga ausgesucht hatten (an insgesamt 46. Stelle), nahmen seine Dienste nicht in Anspruch.
In der Saison 1983/84 stand Hallman beim BC Giants Osnabrück unter Vertrag und wurde mit der Mannschaft in der ersten Saison in der Basketball-Bundesliga Tabellensechster der Hauptrunde. Er trat mit den von Trainer Günter Hagedorn betreuten Niedersachsen auch im europäischen Vereinswettbewerb Korać-Cup an.
In der Spielzeit 1985/86 verstärkte der US-Amerikaner die portugiesische Mannschaft Barreirense und spielte in demselben Land von 1986 bis 1988 für Sporting Lissabon, 1988/89 für den FC Porto und 1989/90 für Belenenses Lissabon. In der Saison 1993/94 spielte er wieder in Osnabrück, diesmal beim Zweitligisten Osnabrücker BV. Sein Sohn (auch Arnette Hallman genannt) wurde ebenfalls Berufsbasketballspieler.